# Чемпіонат світу з футболу 1970 (склади команд)
Нижче наведені склади команд для участі у фінальному турнірі чемпіонату світу з футболу 1970 у Мексиці. 
Лише три команди мали у своєму складі гравців, які представляли іноземні клуби, — збірні Швеції (6 легіонерів), ФРН (2) та Чехословаччини (1).
Усі збірні скористувалися правом заявити на турнір по 22 гравці за виключенням збірної Марокко, до складу якої було включено лише 19 футболістів.

## Група 1

### Мексика
Головний тренер: Рауль Карденас
| №  | Поз. | Гравець                 | Дата народження (вік)            | Матчів | Клуб        |
| -- | ---- | ----------------------- | -------------------------------- | ------ | ----------- |
| 1  | ВР   | Ігнасіо Кальдерон       | 13 грудня 1943 (вік 26 років)    | 40     | Гвадалахара |
| 2  | ЗХ   | Хуан Мануель Алехандрес | 17 травня 1944 (вік 26 років)    | 24     | Крус Асуль  |
| 3  | ЗХ   | Густаво Пенья (к)       | 22 листопада 1941 (вік 28 років) | 63     | Крус Асуль  |
| 4  | ЗХ   | Франсіско Монтес        | 22 квітня 1943 (вік 27 років)    | 7      | Веракрус    |
| 5  | ЗХ   | Маріо Перес             | 30 липня 1946 (вік 23 роки)      | 45     | Америка     |
| 6  | ЗХ   | Гільєрмо Ернандес       | 25 червня 1942 (вік 27 років)    | 26     | Америка     |
| 7  | ПЗ   | Маркос Рівас            | 25 листопада 1947 (вік 22 роки)  | 5      | Атланте     |
| 8  | ПЗ   | Антоніо Мунгія          | 27 червня 1942 (вік 27 років)    | 33     | Крус Асуль  |
| 9  | НП   | Енріке Борха            | 30 грудня 1945 (вік 24 роки)     | 37     | Америка     |
| 10 | НП   | Орасіо Лопес Сальгадо   | 15 вересня 1948 (вік 21 рік)     | 15     | Америка     |
| 11 | НП   | Аарон Паділья           | 10 липня 1942 (вік 27 років)     | 51     | УНАМ Пумас  |
| 12 | ВР   | Антоніо Мота            | 26 січня 1939 (вік 31 рік)       | 13     | Некакса     |
| 13 | ЗХ   | Хосе Вантольра          | 30 березня 1943 (вік 27 років)   | 26     | Толука      |
| 14 | ЗХ   | Хав'єр Гусман           | 9 січня 1945 (вік 25 років)      | 9      | Крус Асуль  |
| 15 | ПЗ   | Ектор Пулідо            | 20 грудня 1942 (вік 27 років)    | 24     | Крус Асуль  |
| 16 | НП   | Ісідро Діас Мехіа       | 14 березня 1938 (вік 32 роки)    | 67     | Леон        |
| 17 | ПЗ   | Хосе Луїс Гонсалес      | 14 вересня 1942 (вік 27 років)   | 36     | УНАМ Пумас  |
| 18 | ПЗ   | Маріо Веларде           | 29 березня 1940 (вік 30 років)   | 2      | УНАМ Пумас  |
| 19 | НП   | Хав'єр Вальдівія        | 4 грудня 1941 (вік 28 років)     | 16     | Гвадалахара |
| 20 | ПЗ   | Ігнасіо Басагурен       | 21 липня 1944 (вік 25 років)     | 10     | Атланте     |
| 21 | НП   | Хав'єр Фрагосо          | 19 квітня 1942 (вік 28 років)    | 43     | Америка     |
| 22 | ВР   | Франсіско Кастрехон     | 11 червня 1947 (вік 22 роки)     | 13     | УНАМ Пумас  |

### СРСР
Головний тренер: Качалін Гаврило Дмитрович
| №  | Поз. | Гравець                            | Дата народження (вік)          | Матчів | Клуб                 |
| -- | ---- | ---------------------------------- | ------------------------------ | ------ | -------------------- |
| 1  | ВР   | Шмуц Леонід Миколайович            | 8 жовтня 1948 (вік 21 рік)     | 0      | ЦСКА (Москва)        |
| 2  | ВР   | Кавазашвілі Анзор Амберкович       | 19 липня 1940 (вік 29 років)   | 25     | Спартак (Москва)     |
| 3  | ЗХ   | Афонін Валентин Іванович           | 22 грудня 1939 (вік 30 років)  | 38     | СКА (Ростов-на-Дону) |
| 4  | ЗХ   | Дзодзуашвілі Реваз Михайлович      | 15 квітня 1945 (вік 25 років)  | 10     | Динамо (Тбілісі)     |
| 5  | ЗХ   | Капличний Володимир Олександрович  | 26 лютого 1944 (вік 26 років)  | 22     | ЦСКА (Москва)        |
| 6  | ЗХ   | Ловчев Євген Серафимович           | 29 січня 1949 (вік 21 рік)     | 10     | Спартак (Москва)     |
| 7  | ЗХ   | Логофет Геннадій Олегович          | 15 квітня 1942 (вік 28 років)  | 15     | Спартак (Москва)     |
| 8  | ЗХ   | Хурцилава Муртаз Калістратович     | 5 січня 1943 (вік 27 років)    | 39     | Динамо (Тбілісі)     |
| 9  | ЗХ   | Шестерньов Альберт Олексійович (к) | 20 червня 1941 (вік 28 років)  | 74     | ЦСКА (Москва)        |
| 10 | ПЗ   | Зиков Валерій Борисович            | 24 лютого 1944 (вік 26 років)  | 1      | Динамо (Москва)      |
| 11 | ПЗ   | Асатіані Кахі Шалвович             | 1 січня 1947 (вік 23 роки)     | 10     | Динамо (Тбілісі)     |
| 12 | ПЗ   | Кисельов Микола Іванович           | 29 січня 1946 (вік 24 роки)    | 8      | Спартак (Москва)     |
| 13 | ВР   | Яшин Лев Іванович                  | 22 жовтня 1929 (вік 40 років)  | 74     | Динамо (Москва)      |
| 14 | ПЗ   | Мунтян Володимир Федорович         | 14 вересня 1946 (вік 23 роки)  | 13     | Динамо (Київ)        |
| 15 | ПЗ   | Серебряніков Віктор Петрович       | 29 березня 1940 (вік 30 років) | 19     | Динамо (Київ)        |
| 16 | НП   | Бишовець Анатолій Федорович        | 23 квітня 1946 (вік 24 роки)   | 29     | Динамо (Київ)        |
| 17 | НП   | Єврюжихін Геннадій Єгорович        | 4 лютого 1944 (вік 26 років)   | 13     | Динамо (Москва)      |
| 18 | НП   | Метревелі Слава Калістратович      | 30 травня 1936 (вік 34 роки)   | 48     | Динамо (Тбілісі)     |
| 19 | НП   | Нодія Гіві Георгійович             | 2 січня 1948 (вік 22 роки)     | 10     | Динамо (Тбілісі)     |
| 20 | НП   | Пузач Анатолій Кирилович           | 3 червня 1941 (вік 28 років)   | 10     | Динамо (Київ)        |
| 21 | НП   | Хмельницький Віталій Григорович    | 12 червня 1943 (вік 26 років)  | 13     | Динамо (Київ)        |
| 22 | НП   | Поркуян Валерій Семенович          | 4 жовтня 1944 (вік 25 років)   | 8      | Чорноморець (Одеса)  |

### Бельгія
Головний тренер: Раймон Гуталс
| №  | Поз. | Гравець            | Дата народження (вік)          | Матчів | Клуб               |
| -- | ---- | ------------------ | ------------------------------ | ------ | ------------------ |
| 1  | ВР   | Крістіан Піот      | 4 жовтня 1947 (вік 22 роки)    | 2      | Стандард (Льєж)    |
| 2  | ЗХ   | Жорж Гейленс       | 8 серпня 1941 (вік 28 років)   | 47     | Андерлехт          |
| 3  | ЗХ   | Жан Тіссен         | 21 квітня 1946 (вік 24 роки)   | 12     | Стандард (Льєж)    |
| 4  | ЗХ   | Ніколя Девальк     | 20 вересня 1945 (вік 24 роки)  | 12     | Стандард (Льєж)    |
| 5  | ЗХ   | Леон Жек           | 9 лютого 1947 (вік 23 роки)    | 7      | Стандард (Льєж)    |
| 6  | ПЗ   | Жан Докс           | 24 травня 1941 (вік 29 років)  | 10     | Моленбек           |
| 7  | ПЗ   | Леон Земмелінг     | 4 січня 1940 (вік 30 років)    | 15     | Стандард (Льєж)    |
| 8  | ПЗ   | Вілфрід ван Мур    | 1 березня 1945 (вік 25 років)  | 15     | Стандард (Льєж)    |
| 9  | НП   | Йоган Девріндт     | 14 квітня 1944 (вік 26 років)  | 14     | Андерлехт          |
| 10 | НП   | Поль ван Гімст (к) | 2 жовтня 1943 (вік 26 років)   | 53     | Андерлехт          |
| 11 | НП   | Вільфрід Пюї       | 18 лютого 1943 (вік 27 років)  | 40     | Андерлехт          |
| 12 | ВР   | Жан-Марі Траппеньє | 13 січня 1942 (вік 28 років)   | 11     | Андерлехт          |
| 13 | ЗХ   | Жак Берлє          | 21 грудня 1944 (вік 25 років)  | 3      | Стандард (Льєж)    |
| 14 | ПЗ   | Моріс Мартенс      | 5 червня 1947 (вік 22 роки)    | 0      | Андерлехт          |
| 15 | ПЗ   | Ервін Вандендалє   | 5 березня 1945 (вік 25 років)  | 0      | Брюгге             |
| 16 | ПЗ   | Оділон Полленіс    | 1 травня 1943 (вік 27 років)   | 11     | Сінт-Трейден       |
| 17 | ПЗ   | Ян Вергеєн         | 9 липня 1944 (вік 25 років)    | 10     | Беєрсхот           |
| 18 | НП   | Рауль Ламбер       | 20 жовтня 1944 (вік 25 років)  | 4      | Брюгге             |
| 19 | НП   | П'єр Карте         | 24 вересня 1943 (вік 26 років) | 0      | Брюгге             |
| 20 | ПЗ   | Альфонс Петерс     | 21 січня 1943 (вік 27 років)   | 4      | Андерлехт          |
| 21 | НП   | Франс Янссенс      | 25 вересня 1945 (вік 24 роки)  | 0      | Лірс               |
| 22 | ВР   | Жак Дюкен          | 22 квітня 1940 (вік 30 років)  | 0      | Олімпік (Шарлеруа) |

### Сальвадор
Головний тренер:  Ернан Карраско Віванко
| №  | Поз. | Гравець               | Дата народження (вік)           | Матчів | Клуб              |
| -- | ---- | --------------------- | ------------------------------- | ------ | ----------------- |
| 1  | ВР   | Рауль Маганья         | 24 лютого 1940 (вік 30 років)   | 0      | ФАС               |
| 2  | ЗХ   | Роберто Рівас         | 17 липня 1941 (вік 28 років)    | 3      | Альянса           |
| 3  | ЗХ   | Сальвадор Маріона (к) | 16 грудня 1943 (вік 26 років)   | 0      | Альянса           |
| 4  | ЗХ   | Сантьяго Кортес       | 19 січня 1945 (вік 25 років)    | 0      | Атлетіко Марте    |
| 5  | ЗХ   | Сатурніно Осоріо      | 6 січня 1945 (вік 25 років)     | 0      | Агіла             |
| 6  | ПЗ   | Хосе Кінтанілья       | 29 жовтня 1947 (вік 22 роки)    | 3      | Атлетіко Марте    |
| 7  | ПЗ   | Маурісіо Родрігес     | 12 вересня 1945 (вік 24 роки)   | 3      | УЕС               |
| 8  | ПЗ   | Хорхе Васкес          | 23 квітня 1945 (вік 25 років)   | 3      | УЕС               |
| 9  | ПЗ   | Хуан Рамон Мартінес   | 20 квітня 1948 (вік 22 роки)    | 3      | Агіла             |
| 10 | НП   | Сальвадор Кабесас     | 28 лютого 1947 (вік 23 роки)    | 2      | Адлер Сан Ніколас |
| 11 | НП   | Ернесто Апарісіо      | 28 грудня 1948 (вік 21 рік)     | 0      | Атлетіко Марте    |
| 12 | НП   | Маріо Монхе           | 27 листопада 1938 (вік 31 рік)  | 0      | ФАС               |
| 13 | ВР   | Томас Пінеда          | 21 січня 1946 (вік 24 роки)     | ?      | Альянса           |
| 14 | ЗХ   | Маурісіо Мансано      | 30 вересня 1943 (вік 26 років)  | 0      | ФАС               |
| 15 | НП   | Давід Кабрера         | 12 вересня 1945 (вік 24 роки)   | ?      | ФАС               |
| 16 | ПЗ   | Хенаро Серменьйо      | 28 листопада 1948 (вік 21 рік)  | 0      | ФАС               |
| 17 | НП   | Хайме Портільйо       | 18 вересня 1947 (вік 22 роки)   | 0      | Альянса           |
| 18 | ЗХ   | Гільєрмо Кастро       | 25 червня 1940 (вік 29 років)   | 2      | Атлетіко Марте    |
| 19 | ПЗ   | Серхіо Мендес         | 14 лютого 1942 (вік 28 років)   | 3      | Атлетіко Марте    |
| 20 | ВР   | Гуальберто Фернандес  | 12 липня 1941 (вік 28 років)    | 3      | Атланте Сан-Алехо |
| 21 | НП   | Ельмер Асеведо        | 24 лютого 1946 (вік 24 роки)    | 1      | ФАС               |
| 22 | ПЗ   | Альберто Вільяльта    | 19 листопада 1947 (вік 22 роки) | 2      | Атлетіко Марте    |

## Група 2

### Італія
Головний тренер: Ферруччо Валькареджі
| №  | Поз. | Гравець               | Дата народження (вік)            | Матчів | Клуб           |
| -- | ---- | --------------------- | -------------------------------- | ------ | -------------- |
| 1  | ВР   | Енріко Альбертозі     | 2 листопада 1939 (вік 30 років)  | 21     | Кальярі        |
| 2  | ЗХ   | Тарчізіо Бурньїч      | 25 квітня 1939 (вік 31 рік)      | 33     | Інтернаціонале |
| 3  | ЗХ   | Джачінто Факкетті (к) | 18 липня 1942 (вік 27 років)     | 46     | Інтернаціонале |
| 4  | ЗХ   | Фабріціо Полетті      | 13 липня 1943 (вік 26 років)     | 4      | Торіно         |
| 5  | ЗХ   | П'єрлуїджі Чера       | 25 лютого 1941 (вік 29 років)    | 2      | Кальярі        |
| 6  | ПЗ   | Уго Ферранте          | 18 липня 1945 (вік 24 роки)      | 1      | Фіорентіна     |
| 7  | ПЗ   | Комунардо Нікколаї    | 15 грудня 1946 (вік 23 роки)     | 1      | Кальярі        |
| 8  | ПЗ   | Роберто Розато        | 18 серпня 1943 (вік 26 років)    | 18     | Мілан          |
| 9  | ЗХ   | Джорджо Пуя           | 8 березня 1938 (вік 32 роки)     | 7      | Торіно         |
| 10 | ЗХ   | Маріо Бертіні         | 7 січня 1944 (вік 26 років)      | 9      | Інтернаціонале |
| 11 | НП   | Луїджі Ріва           | 7 листопада 1944 (вік 25 років)  | 16     | Кальярі        |
| 12 | ВР   | Діно Дзофф            | 28 лютого 1942 (вік 28 років)    | 10     | Наполі         |
| 13 | НП   | Анджело Доменгіні     | 25 серпня 1941 (вік 28 років)    | 22     | Кальярі        |
| 14 | ПЗ   | Джанні Рівера         | 18 серпня 1943 (вік 26 років)    | 38     | Мілан          |
| 15 | ПЗ   | Сандро Маццола        | 8 листопада 1942 (вік 27 років)  | 37     | Інтернаціонале |
| 16 | ПЗ   | Джанкарло Де Сісті    | 13 березня 1943 (вік 27 років)   | 12     | Фіорентіна     |
| 17 | ВР   | Лідо В'єрі            | 16 липня 1939 (вік 30 років)     | 4      | Інтернаціонале |
| 18 | ЗХ   | Антоніо Юліано        | 1 січня 1943 (вік 27 років)      | 14     | Наполі         |
| 19 | НП   | Серджо Горі           | 24 лютого 1946 (вік 24 роки)     | 0      | Кальярі        |
| 20 | НП   | Роберто Бонінсенья    | 13 листопада 1943 (вік 26 років) | 1      | Інтернаціонале |
| 21 | ЗХ   | Джузеппе Фуріно       | 5 липня 1946 (вік 23 роки)       | 0      | Ювентус        |
| 22 | НП   | П'єріно Праті         | 13 грудня 1946 (вік 23 роки)     | 6      | Мілан          |

### Швеція
Головний тренер: Урвар Бергмарк
| №  | Поз. | Гравець             | Дата народження (вік)            | Матчів | Клуб         |
| -- | ---- | ------------------- | -------------------------------- | ------ | ------------ |
| 1  | ВР   | Ронні Гельстрем     | 21 лютого 1949 (вік 21 рік)      | 12     | Гаммарбю     |
| 2  | ЗХ   | Ганс Селандер       | 15 березня 1945 (вік 25 років)   | 28     | Гельсінгборг |
| 3  | ЗХ   | Курт Аксельссон     | 10 листопада 1941 (вік 28 років) | 22     | Брюгге       |
| 4  | ЗХ   | Бйорн Нордквіст (к) | 6 жовтня 1942 (вік 27 років)     | 43     | Норрчепінг   |
| 5  | ЗХ   | Роланд Гріп         | 1 січня 1941 (вік 29 років)      | 21     | АІК          |
| 6  | ПЗ   | Томмі Свенссон      | 4 березня 1945 (вік 25 років)    | 23     | Естерс       |
| 7  | ПЗ   | Бу Ларссон          | 5 травня 1944 (вік 26 років)     | 22     | Мальме       |
| 8  | ПЗ   | Leif Eriksson       | 20 березня 1942 (вік 28 років)   | 40     | Еребру       |
| 9  | ПЗ   | Уве Чіндваль        | 16 травня 1943 (вік 27 років)    | 15     | Феєнорд      |
| 10 | ПЗ   | Уве Гран            | 9 травня 1943 (вік 27 років)     | 14     | Грассгоппер  |
| 11 | ПЗ   | Ер'ян Перссон       | 27 серпня 1942 (вік 27 років)    | 28     | Рейнджерс    |
| 12 | ВР   | Свен-Гуннар Ларссон | 10 травня 1940 (вік 30 років)    | 14     | Еребру       |
| 13 | ПЗ   | Клас Кронквіст      | 15 жовтня 1944 (вік 25 років)    | 2      | Юргорден     |
| 14 | ЗХ   | Крістер Крістенссон | 25 липня 1942 (вік 27 років)     | 19     | Мальме       |
| 15 | ЗХ   | Лейф Мольберг       | 1 вересня 1945 (вік 24 роки)     | 0      | Ельфсборг    |
| 16 | НП   | Томас Нордаль       | 24 травня 1946 (вік 24 роки)     | 8      | Андерлехт    |
| 17 | ВР   | Ронні Петтерссон    | 26 квітня 1940 (вік 30 років)    | 17     | Юргорден     |
| 18 | НП   | Том Турессон        | 17 травня 1942 (вік 28 років)    | 18     | Брюгге       |
| 19 | ПЗ   | Йоран Ніклассон     | 20 серпня 1942 (вік 27 років)    | 4      | Гетеборг     |
| 20 | ЗХ   | Jan Olsson          | 18 березня 1944 (вік 26 років)   | 11     | ГАІС         |
| 21 | НП   | Інге Ейдерстедт     | 24 грудня 1946 (вік 23 роки)     | 15     | Естерс       |
| 22 | ПЗ   | Стен Польссон       | 4 грудня 1945 (вік 24 роки)      | 7      | ГАІС         |

### Уругвай
Головний тренер: Хуан Гогберг
| №  | Поз. | Гравець                 | Дата народження (вік)          | Матчів | Клуб                     |
| -- | ---- | ----------------------- | ------------------------------ | ------ | ------------------------ |
| 1  | ВР   | Ладислао Мазуркевич     | 14 лютого 1945 (вік 25 років)  | 27     | Пеньяроль                |
| 2  | ЗХ   | Атіліо Анчета           | 19 липня 1948 (вік 21 рік)     | 10     | Насьйональ               |
| 3  | ЗХ   | Роберто Матосас         | 11 травня 1940 (вік 30 років)  | 12     | Пеньяроль                |
| 4  | ЗХ   | Луїс Убінья             | 7 червня 1940 (вік 29 років)   | 19     | Насьйональ               |
| 5  | ПЗ   | Хуліо Монтеро Кастільйо | 25 квітня 1944 (вік 26 років)  | 22     | Насьйональ               |
| 6  | ЗХ   | Хуан Мухіка             | 22 грудня 1943 (вік 26 років)  | 16     | Насьйональ               |
| 7  | НП   | Луїс Кубілья            | 28 березня 1940 (вік 30 років) | 23     | Насьйональ               |
| 8  | ПЗ   | Педро Роча (к)          | 3 грудня 1942 (вік 27 років)   | 48     | Пеньяроль                |
| 9  | ПЗ   | Віктор Еспарраго        | 6 жовтня 1944 (вік 25 років)   | 15     | Насьйональ               |
| 10 | ПЗ   | Ільдо Манейро           | 4 серпня 1947 (вік 22 роки)    | 3      | Насьйональ               |
| 11 | НП   | Хуліо Моралес           | 16 лютого 1945 (вік 25 років)  | 11     | Насьйональ               |
| 12 | ВР   | Ектор Сантос            | 29 жовтня 1944 (вік 25 років)  | 1      | Белья Віста              |
| 13 | ЗХ   | Родольфо Сандоваль      | 4 жовтня 1948 (вік 21 рік)     | 0      | Пеньяроль                |
| 14 | ЗХ   | Франсіско Камера        | 1 січня 1944 (вік 26 років)    | 1      | Белья Віста              |
| 15 | ПЗ   | Дагоберто Фонтес        | 6 червня 1943 (вік 26 років)   | 9      | Дефенсор Спортінг        |
| 16 | ЗХ   | Омар Каетано            | 8 листопада 1938 (вік 31 рік)  | 30     | Пеньяроль                |
| 17 | НП   | Рубен Бареньйо          | 23 січня 1944 (вік 26 років)   | 12     | Серро                    |
| 18 | НП   | Альберто Гомес          | 10 червня 1944 (вік 25 років)  | 3      | Ліверпуль (Монтевідео)   |
| 19 | НП   | Оскар Субія             | 8 лютого 1946 (вік 24 роки)    | 11     | Рівер Плейт (Монтевідео) |
| 20 | ПЗ   | Хуліо Сесар Кортес      | 29 березня 1941 (вік 29 років) | 24     | Пеньяроль                |
| 21 | НП   | Хуліо Лосада            | 16 червня 1950 (вік 19 років)  | 3      | Пеньяроль                |
| 22 | ВР   | Вальтер Корбо           | 2 травня 1949 (вік 21 рік)     | 0      | Пеньяроль                |

### Ізраїль
Головний тренер: Еммануель Шеффер
| №  | Поз. | Гравець              | Дата народження (вік)            | Матчів | Клуб                  |
| -- | ---- | -------------------- | -------------------------------- | ------ | --------------------- |
| 1  | ВР   | Іцхак Віссокер       | 18 вересня 1944 (вік 25 років)   | 17     | Хапоель (Петах-Тіква) |
| 2  | ЗХ   | Шрага Бар            | 24 березня 1948 (вік 22 роки)    | 13     | Маккабі (Нетанья)     |
| 3  | ЗХ   | Менахем Белло        | 26 грудня 1947 (вік 22 роки)     | 25     | Маккабі (Тель-Авів)   |
| 4  | ПЗ   | Давид Примо          | 5 травня 1946 (вік 24 роки)      | 18     | Хапоель (Тель-Авів)   |
| 5  | ЗХ   | Цві Розен            | 23 червня 1947 (вік 22 роки)     | 16     | Маккабі (Тель-Авів)   |
| 6  | ЗХ   | Шмуель Розенталь     | 22 квітня 1947 (вік 23 роки)     | 23     | Хапоель (Петах-Тіква) |
| 7  | ПЗ   | Іцхак Шум            | 1 вересня 1948 (вік 21 рік)      | 8      | Хапоель (Кфар-Сава)   |
| 8  | НП   | Жора Шпігель         | 27 липня 1947 (вік 22 роки)      | 19     | Маккабі (Тель-Авів)   |
| 9  | НП   | Єгошуа Файгенбаум    | 5 грудня 1947 (вік 22 роки)      | 15     | Хапоель (Тель-Авів)   |
| 10 | НП   | Мордехай Шпіглер (к) | 19 серпня 1944 (вік 25 років)    | 36     | Маккабі (Нетанья)     |
| 11 | ПЗ   | Джордж Борба         | 12 липня 1944 (вік 25 років)     | 10     | Хапоель (Тель-Авів)   |
| 12 | ПЗ   | Їшааяху Швагер       | 10 лютого 1946 (вік 24 роки)     | 6      | Маккабі (Хайфа)       |
| 13 | НП   | Єезкель Хазом        | 1 січня 1947 (вік 23 роки)       | 4      | Хапоель (Тель-Авів)   |
| 14 | ПЗ   | Дані Шмулевич-Ром    | 29 листопада 1940 (вік 29 років) | 24     | Маккабі (Хайфа)       |
| 15 | НП   | Рахамім Талбі        | 17 травня 1943 (вік 27 років)    | 25     | Маккабі (Тель-Авів)   |
| 16 | ЗХ   | Йоханан Воллах       | 14 травня 1945 (вік 25 років)    | 4      | Хапоель (Хайфа)       |
| 17 | НП   | Елі Бен-Рімоз        | 20 листопада 1944 (вік 25 років) | 2      | Хапоель (Єрусалим)    |
| 18 | ПЗ   | Моше Романо          | 6 травня 1946 (вік 24 роки)      | 6      | Шимшон (Тель-Авів)    |
| 19 | ПЗ   | Роні Шурук           | 24 лютого 1946 (вік 24 роки)     | 8      | Хакоах Маккабі Амідар |
| 20 | ЗХ   | Давид Карако         | 11 лютого 1945 (вік 25 років)    | 6      | Маккабі (Тель-Авів)   |
| 21 | ВР   | Єхіель Гамейрі       | 20 серпня 1946 (вік 23 роки)     | 1      | Хапоель (Хайфа)       |
| 22 | ВР   | Яїр Носовський       | 29 червня 1937 (вік 32 роки)     | 3      | Хапоель (Кфар-Сава)   |

## Група 3

### Бразилія
Головний тренер: Маріо Загалло
| №  | Поз. | Гравець             | Дата народження (вік)          | Матчів | Клуб                  |
| -- | ---- | ------------------- | ------------------------------ | ------ | --------------------- |
| 1  | ВР   | Фелікс              | 24 грудня 1937 (вік 32 роки)   | 23     | Флуміненсе            |
| 2  | ЗХ   | Бріто               | 9 серпня 1939 (вік 30 років)   | 28     | Фламенгу              |
| 3  | ПЗ   | Піацца              | 25 лютого 1943 (вік 27 років)  | 16     | Крузейро              |
| 4  | ЗХ   | Карлос Альберто (к) | 17 липня 1944 (вік 25 років)   | 40     | Сантус                |
| 5  | ПЗ   | Клодоалдо           | 26 вересня 1949 (вік 20 років) | 7      | Сантус                |
| 6  | ЗХ   | Марко Антоніо       | 6 лютого 1951 (вік 19 років)   | 7      | Флуміненсе            |
| 7  | НП   | Жаїрзіньйо          | 25 грудня 1944 (вік 25 років)  | 45     | Ботафого              |
| 8  | ПЗ   | Жерсон              | 11 січня 1941 (вік 29 років)   | 54     | Сан-Паулу             |
| 9  | НП   | Тостао              | 25 січня 1947 (вік 23 роки)    | 36     | Крузейро              |
| 10 | НП   | Пеле                | 23 жовтня 1940 (вік 29 років)  | 81     | Сантус                |
| 11 | ПЗ   | Рівеліно            | 1 січня 1946 (вік 24 роки)     | 21     | Корінтіанс            |
| 12 | ВР   | Адо                 | 4 липня 1946 (вік 23 роки)     | 2      | Корінтіанс            |
| 13 | НП   | Роберто             | 31 липня 1944 (вік 25 років)   | 9      | Ботафого              |
| 14 | ЗХ   | Балдоккі            | 14 березня 1946 (вік 24 роки)  | 1      | Палмейрас             |
| 15 | ЗХ   | Фонтана             | 31 грудня 1940 (вік 29 років)  | 6      | Крузейро              |
| 16 | ЗХ   | Евералдо            | 11 вересня 1944 (вік 25 років) | 8      | Греміо (Порту-Алегрі) |
| 17 | ЗХ   | Жоел                | 18 вересня 1946 (вік 23 роки)  | 26     | Сантус                |
| 18 | ПЗ   | Кажу                | 16 червня 1949 (вік 20 років)  | 14     | Ботафого              |
| 19 | НП   | Еду                 | 6 серпня 1949 (вік 20 років)   | 29     | Сантус                |
| 20 | НП   | Даріо               | 4 березня 1946 (вік 24 роки)   | 3      | Атлетіку Мінейру      |
| 21 | ЗХ   | Зе Марія            | 18 травня 1949 (вік 21 рік)    | 1      | Португеза Деспортос   |
| 22 | ВР   | Леао                | 11 липня 1949 (вік 20 років)   | 2      | Палмейрас             |

### Англія
Головний тренер: Альф Ремзі
| №  | Поз. | Гравець       | Дата народження (вік)            | Матчів | Клуб                 |
| -- | ---- | ------------- | -------------------------------- | ------ | -------------------- |
| 1  | ВР   | Гордон Бенкс  | 30 грудня 1937 (вік 32 роки)     | 59     | Сток Сіті            |
| 2  | ЗХ   | Кіт Ньютон    | 23 червня 1941 (вік 28 років)    | 24     | Евертон              |
| 3  | ЗХ   | Террі Купер   | 12 липня 1944 (вік 25 років)     | 8      | Лідс Юнайтед         |
| 4  | ПЗ   | Алан Маллері  | 23 листопада 1941 (вік 28 років) | 27     | Тоттенгем Готспур    |
| 5  | ЗХ   | Браян Лебоун  | 23 січня 1940 (вік 30 років)     | 23     | Евертон              |
| 6  | ЗХ   | Боббі Мур (к) | 12 квітня 1941 (вік 29 років)    | 80     | Вест Гем Юнайтед     |
| 7  | НП   | Френсіс Лі    | 29 квітня 1944 (вік 26 років)    | 14     | Манчестер Сіті       |
| 8  | ПЗ   | Алан Болл     | 12 травня 1945 (вік 25 років)    | 41     | Евертон              |
| 9  | ПЗ   | Боббі Чарлтон | 11 жовтня 1937 (вік 32 роки)     | 102    | Манчестер Юнайтед    |
| 10 | НП   | Джефф Герст   | 8 грудня 1941 (вік 28 років)     | 38     | Вест Гем Юнайтед     |
| 11 | ПЗ   | Мартін Пітерс | 8 листопада 1943 (вік 26 років)  | 38     | Тоттенгем Готспур    |
| 12 | ВР   | Пітер Бонетті | 27 вересня 1941 (вік 28 років)   | 6      | Челсі                |
| 13 | ВР   | Алекс Степні  | 18 вересня 1942 (вік 27 років)   | 1      | Манчестер Юнайтед    |
| 14 | ЗХ   | Томмі Райт    | 21 жовтня 1944 (вік 25 років)    | 9      | Евертон              |
| 15 | ЗХ   | Ноббі Стайлс  | 18 травня 1942 (вік 28 років)    | 28     | Манчестер Юнайтед    |
| 16 | ПЗ   | Емлін Г'юз    | 28 серпня 1947 (вік 22 роки)     | 6      | Ліверпуль            |
| 17 | ЗХ   | Джек Чарльтон | 8 травня 1935 (вік 35 років)     | 34     | Лідс Юнайтед         |
| 18 | ЗХ   | Норман Гантер | 29 жовтня 1943 (вік 26 років)    | 13     | Лідс Юнайтед         |
| 19 | ПЗ   | Колін Белл    | 26 лютого 1946 (вік 24 роки)     | 11     | Манчестер Сіті       |
| 20 | НП   | Пітер Осгуд   | 20 лютого 1947 (вік 23 роки)     | 1      | Челсі                |
| 21 | НП   | Аллан Кларк   | 31 липня 1946 (вік 23 роки)      | 0      | Лідс Юнайтед         |
| 22 | НП   | Джефф Астл    | 13 травня 1942 (вік 28 років)    | 3      | Вест-Бромвіч Альбіон |

### Czechoslovakia
Головний тренер: Йозеф Марко
| №  | Поз. | Гравець               | Дата народження (вік)            | Матчів | Клуб               |
| -- | ---- | --------------------- | -------------------------------- | ------ | ------------------ |
| 1  | ВР   | Іво Віктор            | 21 травня 1942 (вік 28 років)    | 19     | Дукла (Прага)      |
| 2  | ЗХ   | Карол Добіаш          | 18 грудня 1947 (вік 22 роки)     | 9      | Спартак (Трнава)   |
| 3  | ЗХ   | Вацлав Мігас          | 16 вересня 1944 (вік 25 років)   | 4      | Спарта (Прага)     |
| 4  | ЗХ   | Владимир Гагара       | 7 листопада 1943 (вік 26 років)  | 10     | Спартак (Трнава)   |
| 5  | ЗХ   | Александер Горват (к) | 28 грудня 1938 (вік 31 рік)      | 24     | Слован             |
| 6  | НП   | Андрей Квашняк        | 19 травня 1936 (вік 34 роки)     | 45     | Мехелен            |
| 7  | ПЗ   | Богумил Веселий       | 18 червня 1945 (вік 24 роки)     | 13     | Спарта (Прага)     |
| 8  | НП   | Ладислав Петраш       | 1 грудня 1946 (вік 23 роки)      | 1      | Інтер (Братислава) |
| 9  | ПЗ   | Ладислав Куна         | 3 квітня 1947 (вік 23 роки)      | 22     | Спартак (Трнава)   |
| 10 | НП   | Йозеф Адамець         | 26 лютого 1942 (вік 28 років)    | 30     | Спартак (Трнава)   |
| 11 | НП   | Карол Йокл            | 29 серпня 1945 (вік 24 роки)     | 18     | Слован             |
| 12 | ЗХ   | Ян Пиварник           | 13 листопада 1947 (вік 22 роки)  | 6      | Кошиці             |
| 13 | ВР   | Антон Флешар          | 8 травня 1944 (вік 26 років)     | 1      | Локомотив (Кошиці) |
| 14 | ЗХ   | Владимир Гривняк      | 23 квітня 1945 (вік 25 років)    | 4      | Слован             |
| 15 | ЗХ   | Ян Злоха              | 24 березня 1942 (вік 28 років)   | 3      | Слован             |
| 16 | ПЗ   | Іван Грдлічка         | 20 листопада 1943 (вік 26 років) | 13     | Слован             |
| 17 | ПЗ   | Ярослав Поллак        | 11 липня 1947 (вік 22 роки)      | 5      | Кошиці             |
| 18 | ПЗ   | Франтішек Веселий     | 7 грудня 1943 (вік 26 років)     | 16     | Славія (Прага)     |
| 19 | ПЗ   | Йозеф Юрканін         | 5 березня 1949 (вік 21 рік)      | 8      | Спарта (Прага)     |
| 20 | НП   | Мілан Албрехт         | 16 липня 1950 (вік 19 років)     | 2      | Єднота (Тренчин)   |
| 21 | НП   | Ян Чапкович           | 11 січня 1948 (вік 22 роки)      | 4      | Слован             |
| 22 | ВР   | Александр Венцель     | 8 лютого 1944 (вік 26 років)     | 12     | Слован             |

### Румунія
Головний тренер: Анджело Нікулеску
| №  | Поз. | Гравець             | Дата народження (вік)            | Матчів | Клуб                 |
| -- | ---- | ------------------- | -------------------------------- | ------ | -------------------- |
| 1  | ВР   | Ріке Редукану       | 10 травня 1946 (вік 24 роки)     | 9      | Рапід (Бухарест)     |
| 2  | ЗХ   | Лайош Сетмеряну     | 21 лютого 1944 (вік 26 років)    | 20     | Стяуа                |
| 3  | ЗХ   | Ніколае Лупеску     | 17 грудня 1940 (вік 29 років)    | 7      | Рапід (Бухарест)     |
| 4  | ЗХ   | Міхай Мокану        | 24 лютого 1942 (вік 28 років)    | 25     | Петролул             |
| 5  | ПЗ   | Корнел Діну         | 2 серпня 1948 (вік 21 рік)       | 16     | Динамо (Бухарест)    |
| 6  | ПЗ   | Дан Кое             | 8 вересня 1941 (вік 28 років)    | 39     | Рапід (Бухарест)     |
| 7  | ПЗ   | Емеріх Дембровський | 6 жовтня 1945 (вік 24 роки)      | 11     | Динамо (Бакеу)       |
| 8  | НП   | Ніколае Добрин      | 26 серпня 1947 (вік 22 роки)     | 24     | Арджеш               |
| 9  | НП   | Флоря Думітраке     | 22 травня 1948 (вік 22 роки)     | 13     | Динамо (Бухарест)    |
| 10 | ПЗ   | Раду Нунвайллер     | 16 листопада 1944 (вік 25 років) | 14     | Динамо (Бухарест)    |
| 11 | НП   | Мірча Луческу (к)   | 29 липня 1945 (вік 24 роки)      | 25     | Динамо (Бухарест)    |
| 12 | ЗХ   | Міхай Івенческу     | 22 березня 1942 (вік 28 років)   | 0      | Стягул Рошу (Брашов) |
| 13 | ЗХ   | Августин Деляну     | 23 серпня 1944 (вік 25 років)    | 11     | Динамо (Бухарест)    |
| 14 | ЗХ   | Василе Джерджелі    | 28 жовтня 1941 (вік 28 років)    | 35     | Динамо (Бухарест)    |
| 15 | ЗХ   | Йон Думітру         | 2 січня 1950 (вік 20 років)      | 3      | Рапід (Бухарест)     |
| 16 | ПЗ   | Александру Нягу     | 19 липня 1948 (вік 21 рік)       | 4      | Рапід (Бухарест)     |
| 17 | ПЗ   | Георге Тетару       | 5 травня 1948 (вік 22 роки)      | 0      | Стяуа                |
| 18 | НП   | Марин Туфан         | 14 жовтня 1942 (вік 27 років)    | 2      | Фарул                |
| 19 | НП   | Флавіус Доміде      | 11 травня 1946 (вік 24 роки)     | 6      | УТА (Арад)           |
| 20 | ЗХ   | Ніколае Пескару     | 27 березня 1943 (вік 27 років)   | 1      | Стягул Рошу (Брашов) |
| 21 | ВР   | Стере Адамаке       | 17 серпня 1941 (вік 28 років)    | 2      | Стягул Рошу (Брашов) |
| 22 | ВР   | Георге Горня        | 2 серпня 1944 (вік 25 років)     | 4      | УТА (Арад)           |

## Група 4

### ФРН
Головний тренер: Гельмут Шен
| №  | Поз. | Гравець               | Дата народження (вік)            | Матчів | Клуб                          |
| -- | ---- | --------------------- | -------------------------------- | ------ | ----------------------------- |
| 1  | ВР   | Зепп Маєр             | 28 лютого 1944 (вік 26 років)    | 19     | Баварія (Мюнхен)              |
| 2  | ЗХ   | Горст-Дітер Геттгес   | 10 вересня 1943 (вік 26 років)   | 39     | Вердер                        |
| 3  | ЗХ   | Карл-Гайнц Шнеллінгер | 31 березня 1939 (вік 31 рік)     | 41     | Мілан                         |
| 4  | ПЗ   | Франц Бекенбауер      | 11 вересня 1945 (вік 24 роки)    | 38     | Баварія (Мюнхен)              |
| 5  | ЗХ   | Віллі Шульц           | 4 жовтня 1938 (вік 31 рік)       | 63     | Гамбург                       |
| 6  | ПЗ   | Вольфганг Вебер       | 26 червня 1944 (вік 25 років)    | 37     | Кельн                         |
| 7  | ЗХ   | Берті Фогтс           | 30 грудня 1946 (вік 23 роки)     | 24     | Боруссія (Менхенгладбах)      |
| 8  | НП   | Гельмут Галлер        | 21 липня 1939 (вік 30 років)     | 32     | Ювентус                       |
| 9  | НП   | Уве Зеелер (к)        | 5 листопада 1936 (вік 33 роки)   | 65     | Гамбург                       |
| 10 | НП   | Зігфрід Гельд         | 7 серпня 1942 (вік 27 років)     | 27     | Боруссія (Дортмунд)           |
| 11 | ЗХ   | Клаус Фіхтель         | 19 листопада 1944 (вік 25 років) | 13     | Шальке 04                     |
| 12 | ПЗ   | Вольфганг Оверат      | 29 вересня 1943 (вік 26 років)   | 49     | Кельн                         |
| 13 | НП   | Герд Мюллер           | 3 листопада 1945 (вік 24 роки)   | 19     | Баварія (Мюнхен)              |
| 14 | НП   | Райнгард Лібуда       | 10 жовтня 1943 (вік 26 років)    | 15     | Шальке 04                     |
| 15 | ЗХ   | Бернд Патцке          | 14 березня 1943 (вік 27 років)   | 19     | Герта (Берлін)                |
| 16 | ПЗ   | Макс Лоренц           | 19 серпня 1939 (вік 30 років)    | 18     | Айнтрахт (Брауншвейг)         |
| 17 | НП   | Ганнес Лер            | 5 липня 1942 (вік 27 років)      | 13     | Кельн                         |
| 18 | ЗХ   | Клаус-Дітер Зілофф    | 27 лютого 1942 (вік 28 років)    | 9      | Боруссія (Менхенгладбах)      |
| 19 | ПЗ   | Петер Дітріх          | 6 березня 1944 (вік 26 років)    | 1      | Боруссія (Менхенгладбах)      |
| 20 | НП   | Юрген Грабовскі       | 7 липня 1944 (вік 25 років)      | 7      | Айнтрахт (Франкфурт-на-Майні) |
| 21 | ВР   | Манфред Мангліц       | 8 березня 1940 (вік 30 років)    | 4      | Кельн                         |
| 22 | ВР   | Горст Вольтер         | 8 червня 1942 (вік 27 років)     | 12     | Айнтрахт (Брауншвейг)         |

### Перу
Головний тренер:  Діді
| №  | Поз. | Гравець             | Дата народження (вік)            | Матчів | Клуб                        |
| -- | ---- | ------------------- | -------------------------------- | ------ | --------------------------- |
| 1  | ВР   | Луїс Рубіньйос      | 31 грудня 1940 (вік 29 років)    | 3      | Спортінг Крістал            |
| 2  | ЗХ   | Елой Кампос         | 31 травня 1942 (вік 28 років)    | 11     | Спортінг Крістал            |
| 3  | ЗХ   | Орландо де ла Торре | 21 листопада 1943 (вік 26 років) | 2      | Спортінг Крістал            |
| 4  | ЗХ   | Ектор Чумпітас (к)  | 12 квітня 1944 (вік 26 років)    | 4      | Універсітаріо де Депортес   |
| 5  | ЗХ   | Ніколас Фуентес     | 20 грудня 1941 (вік 28 років)    | 0      | Універсітаріо де Депортес   |
| 6  | ПЗ   | Рамон Міффлін       | 5 квітня 1947 (вік 23 роки)      | 6      | Спортінг Крістал            |
| 7  | ПЗ   | Роберто Чальє       | 24 листопада 1946 (вік 23 роки)  | 3      | Універсітаріо де Депортес   |
| 8  | ПЗ   | Хуліо Байлон        | 10 грудня 1947 (вік 22 роки)     | 4      | Альянса Ліма                |
| 9  | НП   | Педро Пабло Леон    | 26 березня 1943 (вік 27 років)   | 10     | Альянса Ліма                |
| 10 | НП   | Теофіло Кубільяс    | 8 березня 1949 (вік 21 рік)      | 3      | Альянса Ліма                |
| 11 | ПЗ   | Альберто Гальярдо   | 28 листопада 1940 (вік 29 років) | 13     | Спортінг Крістал            |
| 12 | ВР   | Рубен Корреа        | 25 липня 1941 (вік 28 років)     | ?      | Універсітаріо де Депортес   |
| 13 | ПЗ   | Педро Гонсалес      | 19 травня 1943 (вік 27 років)    | 1      | Універсітаріо де Депортес   |
| 14 | ЗХ   | Хосе Фернандес      | 14 лютого 1939 (вік 31 рік)      | 3      | Спортінг Крістал            |
| 15 | ПЗ   | Хав'єр Гонсалес     | 11 травня 1939 (вік 31 рік)      | 2      | Альянса Ліма                |
| 16 | ЗХ   | Фелікс Салінас      | 11 травня 1939 (вік 31 рік)      | ?      | Універсітаріо де Депортес   |
| 17 | ПЗ   | Луїс Крусадо        | 6 липня 1941 (вік 28 років)      | 0      | Універсітаріо де Депортес   |
| 18 | НП   | Хосе дель Кастільйо | 1 січня 1943 (вік 27 років)      | ?      | Спортінг Крістал            |
| 19 | НП   | Еладіо Реєс         | 8 січня 1948 (вік 22 роки)       | 0      | Хуан Ауріч                  |
| 20 | НП   | Уго Сотіль          | 18 травня 1948 (вік 22 роки)     | 0      | Сентро Депортіво Мунісіпаль |
| 21 | ВР   | Хесус Гойсуета      | 1 січня 1947 (вік 23 роки)       | ?      | Універсітаріо де Депортес   |
| 22 | НП   | Освальдо Рамірес    | 29 березня 1947 (вік 23 роки)    | 2      | Спорт Бойз                  |

### Болгарія
Головний тренер: Стефан Божков
| №  | Поз. | Гравець                               | Дата народження (вік)            | Матчів | Клуб                |
| -- | ---- | ------------------------------------- | -------------------------------- | ------ | ------------------- |
| 1  | ВР   | Сімеон Сімеонов                       | 26 квітня 1946 (вік 24 роки)     | 30     | Славія (Софія)      |
| 2  | ЗХ   | Александар Шаламанов                  | 4 вересня 1941 (вік 28 років)    | 33     | Славія (Софія)      |
| 3  | ЗХ   | Іван Димитров (к)                     | 14 травня 1935 (вік 35 років)    | 70     | Академік (Софія)    |
| 4  | ЗХ   | Стефан Аладжов                        | 18 жовтня 1947 (вік 22 роки)     | 9      | Левські-Спартак     |
| 5  | ПЗ   | Іван Давидов                          | 5 жовтня 1943 (вік 26 років)     | 10     | Славія (Софія)      |
| 6  | ЗХ   | Димитар Пенєв                         | 12 липня 1945 (вік 24 роки)      | 48     | ЦСКА (Софія)        |
| 7  | НП   | Георгій Попов (болгарський футболіст) | 14 липня 1944 (вік 25 років)     | 20     | Тракія (Пловдив)    |
| 8  | НП   | Христо Бонєв                          | 3 лютого 1947 (вік 23 роки)      | 25     | Локомотив (Пловдив) |
| 9  | НП   | Петар Жеков                           | 10 жовтня 1944 (вік 25 років)    | 31     | ЦСКА (Софія)        |
| 10 | НП   | Димитар Якимов                        | 12 липня 1941 (вік 28 років)     | 59     | ЦСКА (Софія)        |
| 11 | ПЗ   | Динко Дерменджиєв                     | 2 червня 1941 (вік 28 років)     | 36     | Тракія (Пловдив)    |
| 12 | ЗХ   | Милко Гайдарський                     | 18 березня 1946 (вік 24 роки)    | 19     | Левські-Спартак     |
| 13 | ВР   | Стоян Йорданов                        | 29 січня 1944 (вік 26 років)     | 8      | ЦСКА (Софія)        |
| 14 | ЗХ   | Добромир Жечев                        | 12 листопада 1942 (вік 27 років) | 42     | Левські-Спартак     |
| 15 | ЗХ   | Борис Гаганелов                       | 7 жовтня 1941 (вік 28 років)     | 50     | ЦСКА (Софія)        |
| 16 | ПЗ   | Аспарух Никодимов                     | 21 серпня 1945 (вік 24 роки)     | 17     | ЦСКА (Софія)        |
| 17 | ЗХ   | Тодор Колев                           | 29 квітня 1942 (вік 28 років)    | 9      | Славія (Софія)      |
| 18 | НП   | Димитар Марашлиєв                     | 31 серпня 1947 (вік 22 роки)     | 6      | ЦСКА (Софія)        |
| 19 | ПЗ   | Георгі Аспарухов                      | 4 травня 1943 (вік 27 років)     | 46     | Левські-Спартак     |
| 20 | ПЗ   | Васил Митков                          | 17 вересня 1943 (вік 26 років)   | 8      | Левські-Спартак     |
| 21 | НП   | Божидар Григоров                      | 27 липня 1945 (вік 24 роки)      | 0      | Славія (Софія)      |
| 22 | ВР   | Георгій Каменський                    | 3 лютого 1947 (вік 23 роки)      | 0      | Левські-Спартак     |

Георгій Каменський в останній момент змінив у заявці травмованого Йордана Филипова.

### Марокко
Головний тренер:  Благоє Видинич
| №  | Поз. | Гравець               | Дата народження (вік)            | Матчів | Клуб                    |
| -- | ---- | --------------------- | -------------------------------- | ------ | ----------------------- |
| 1  | ВР   | Аллаль Бен-Кассу      | 30 листопада 1941 (вік 28 років) | 2      | ФАР                     |
| 2  | ЗХ   | Абдаллах Ламрані      | 1 січня 1946 (вік 24 роки)       | 0      | ФАР                     |
| 3  | ЗХ   | Бужемаа Бенхріф       | 30 листопада 1947 (вік 22 роки)  | 0      | Кенітра                 |
| 4  | ЗХ   | Мулай Хануссі (к)     | 21 червня 1939 (вік 30 років)    | 0      | МАС (Фес)               |
| 5  | ЗХ   | Касем Слімані         | 1 липня 1948 (вік 21 рік)        | 0      | Сеттат                  |
| 6  | ПЗ   | Мохаммед Махруфі      | 1 січня 1947 (вік 23 роки)       | 0      | Діфаа                   |
| 7  | ПЗ   | Саїд Ганді            | 16 серпня 1948 (вік 21 рік)      | 0      | Раджа (футбольний клуб) |
| 8  | ПЗ   | Дрісс Бамус           | 15 грудня 1942 (вік 27 років)    | 2      | ФАР                     |
| 9  | НП   | Ахмед Фарас           | 7 грудня 1946 (вік 23 роки)      | 0      | Шабаб Мохаммедія        |
| 10 | НП   | Мохаммед Ель-Філалі   | 9 липня 1945 (вік 24 роки)       | 0      | Мулудія Уджда           |
| 11 | ПЗ   | Маухуб Газуані        | 1 січня 1946 (вік 24 роки)       | 0      | ФАР                     |
| 12 | ВР   | Мохаммед Хаззаз       | 30 листопада 1944 (вік 25 років) | 0      | МАС (Фес)               |
| 13 | ЗХ   | Жалілі Фаділі         | 1 січня 1940 (вік 30 років)      | 0      | ФАР                     |
| 14 | НП   | Хуман Жарір           | 30 листопада 1944 (вік 25 років) | 0      | Раджа (футбольний клуб) |
| 15 | ПЗ   | Хамед Дахан           | 1 січня 1946 (вік 24 роки)       | ?      | Уніон Сіді-Касем        |
| 16 | ПЗ   | Мустафа Шукрі         | 1 січня 1945 (вік 25 років)      | 0      | Раджа (футбольний клуб) |
| 17 | НП   | Ахмед Алауї           | 1 січня 1949 (вік 21 рік)        | 0      | Сеттат                  |
| 18 | ЗХ   | Абделькадер Ель-Хіаті | 1 січня 1945 (вік 25 років)      | 0      | ФАР                     |
| 19 | ВР   | Абделькадер Уараглі   | 1 січня 1943 (вік 27 років)      | ?      | Відад                   |

Збірна Марокко включила до своєї заявки лише 19 гравців.